# Ken Reinsfield
Kenneth Bruce „Ken” Reinsfield (ur. 4 lutego 1958 w Auckland) – nowozelandzki zapaśnik walczący w stylu wolnym. Olimpijczyk z Los Angeles 1984, gdzie zajął szóste miejsce w wadze średniej.
Zajął dziesiąte miejsce na mistrzostwach świata w 1982. Srebrny medalista igrzysk wspólnoty narodów w 1982 i piąty w 1978 roku.
Jego brat Steve Reinsfield, był także zapaśnikiem i olimpijczykiem z Seulu 1988.

## Letnie Igrzyska Olimpijskie 1984
| Konkurencja | Rundy eliminacyjne  | Rundy eliminacyjne   | Rundy eliminacyjne         | Rundy eliminacyjne        | Finały            | Klas. końcowa |
| Konkurencja | Przeciwnik I        | Przeciwnik II        | Przeciwnik III             | Przeciwnik IV             | O piąte miejsce   | Miejsce       |
| ----------- | ------------------- | -------------------- | -------------------------- | ------------------------- | ----------------- | ------------- |
| -82 kg      | Kally Agogo (NGA) Z | Mark Schultz (USA) P | Muhammad al-Aszram (EGY) Z | Christopher Rinke (CAN) P | Kim Tae-u (KOR) P | 6.            |